# Classe Thor
La classe Thor est un classe de neuf canonnières  construite pour la Marine royale néerlandaise (Koninklijke Marine) à la fin du XIXe siècle.

Les neuf unités ont été réalisées dans différents chantiers navals : Christie, Nolet & De Kuyper à Delfshaven, Koninklijke Fabriek à Amsterdam et Mij Fijenoord à Rotterdam.

## Histoire
Elles ont servi essentiellement comme canonnières fluviales. Certaines avaient été reconverties en mouilleur de mines auxiliaire.

Lors de l'invasion allemande des Pays-Bas en 1940, les neuf navires étaient encore en service dans la marine néerlandaise dans le service après plus de soixante ans.
Leur armement a été très divers car il a varié selon les périodes d'utilisation des navires.

## Les unités
- HNLMS Balder (1879 - 1940)
- HNLMS Braga (1879 - 1940)
- HNLMS Bulgia (1894 - 1940)
- HNLMS Freyr (1877 - 1940)
- HNLMS Hadda (1880 - 1940)
- HNLMS Heffring (1888 - 1940)
- HNLMS Thor (1877 - 1940)
- HNLMS Tyr (1878 - 1940)
- HNLMS Vidar (1879 - 1940)